# Radioåret 1967

## Händelser

### Okänt datum
- TRU-kommissionen tar över utbildningsprogrammen i svensk skolradio och skol-TV.[1]

## Radioprogram

### Sveriges Radio
- 1 december - Årets julkalender är Gumman som blev liten som en tesked.[2]

## Födda
- 25 oktober - Lasse Granqvist, svensk sportjournalist.

### Fotnoter
1. ↑  20:e århundrades När Var Hur - Etermedier, Bernt Himmelstedt, Forum, 1999
2. ↑  ”1967, Gumman som blev liten som en tesked”. Sveriges Radio. http://sverigesradio.se/barn/julkalendrar/1967.stm. Läst 31 augusti 2015.